# عبد الله الصامطي
عبد الله الصامطي مولود في جدة، السعودية، هو لاعب كرة قدم سعودي يلعب في نادي الحزم.

## مسيرة اللاعب
مثل سابقاً نادي الاتحاد في الفئات السنية و خاض تجربة احترافية في نادي إلتشي ب الإسباني و مثل أولمبي النادي الأهلي ونادي القيصومة ونادي الثقبة ونادي ضمك ونادي الحزم ونادي القادسية ونادي الخليج ونادي الباطن ونادي الحزم.

## روابط خارجية
- عبد الله الصامطي على موقع Soccerway.com (الإنجليزية)
- عبد الله الصامطي على موقع كووورة